# Вугар Гашимов
Вугар Гашимов (азер. Vüqar Həşimov; 24. јула 1986. године – 11. јануар 2014) је био азербејџански шаховски велемајстор. Он је био запажен играч у брзопотезном шаху. Најбољи пласман на светској листи му је био број 6 у свету, постигнут у новембру 2009. године.
Он је победио у Атини 2005 (Акропољ Међународни турнир), и поделио прво место на Капели-ла-Гранде Опену у 2007. години, где поново дели прво место и освојио га у тај-брејку у 2008. години. Гашимов је освојио и јак и традиционално позивни турнир у Ређо Емилија у 2010-11 у тај-брејку испред Франциска Ваљеха.

## Биографија
Гашимов је рођен 24. јула 1986. године у Бакуу. Он је био син пензионисаног војног пуковника, који је служио у министарству одбране Азербејџана.

## Шаховска каријера
У 2010. години Гашимов је освојио Ређо Емилија шаховски турнир.

### Екипна такмичења
Гашимов игра за Азербејџана на Шаховским олимпијадама у 2002, 2004, 2006 и 2008. години. Играо је за репрезентацију Азербејџана која је освојила златну медаљу на Европском екипном шаховском шампионату у Новом Саду у 2009. години, заједно са Шакријаром Мамеђаровим, Тејмуром Раджабовим, Рауфом Мамедовим и Гадиром Гусеиновим, претходно освојивши бронзану медаљу у 2007. години.
У 2010. години, међутим, он није представљао своју земљу на шаховској Олимпијади у Ханти-Мансијску због сукоба са националном шаховском Федерацијом и бившим тренером тима Зурабом Азмаипарашвилијем.

### Стил игре
Гашимов био познат као посебно јак брзопотезни - играч.
На врхунцу своје каријере, он је оживео судбину Модерног Бенонија, отварања које је постало непопуларно на врхунском шаховском нивоу, и користио га је да би постигао добре резултате против јаких велемајстора, укључујући чак и водеће играче тог времена, као што су Александар Гришчук (види #значајне партије).

## Лични живот
Он је био познат по томе што је волео фудбал, стони тенис и базен. Он је такође био страствени љубитељ Џеки Чен филмова. Водио га је његов старији брат Сархан, ИТ менаџер, који је такође шаховски мајстор.

## Смрт и последице

### Смрт
Лекари су дијагностиковали Гашимову епилепсију, када је био болестан у фебруару 2000. године, и убрзо потом открили су му тумор мозга. Приликом примања терапије за лечење тумора мозга у болници у Хајделбергу, Немачка, Гашимов је умро у раним сатима 11. јануара 2014. године. Он је био неактиван у шаху од Тата Стил шаховског турнира у јануару 2012. године. Кремиран је и сахрањен у Алеји великана у Бакуу.

### Реакција
Шаховски велемајстори и спортски стручњаци целог света реаговали су на смрт Гашимова. Тејмур Раджабов, један од најближих клупских другова, рекао је да не може да пронађе "речи да објасни најдубљу тугу".
Најџел Шорт је описао Гашимова  као "одличног играча и сјајног момка". Бивши светски шампион Гари Каспаров изјавио је да је "дубоко ожалошћен". Магнус Карлсен је описао Гашимова као "један од најталентованијих и најоригиналнијих играча које сам срео. Он је увек био пријатељски настројен према свима и увек насмејан. Имам много лепих успомена са њим са турнира, посебно са Амбер турнира."
Признања су, такође, дошла од познатих шахиста, као што су Шахријар Мамеђаров, Хикару Накамура, Левон Ароњан, Александра Костенјук, Јудит Полгар, Сергеј Карјакин и многи други. минут ћутања одржан је на 76. Тата Стил турниру и на свим турнирима који су одржавани у Бакуу, у јануару 2014. године.
Председник Азербејџана Илхам Алијев је рекао: "Вугар Гашимоав заслуга за азербејџански спорт је немерљива. Вугар Гашимов је направио неупоредив допринос развоју Азербејџанске школе шаха, и прославио земљу својим бриљантним победама."

## Наслеђе
Гашимов меморијал је одржан у Шемкиру у априлу 2014. године, са учесницима Магнус Карлсен, Фабиано Каруана, Шахријар Мамеђаров, Тејмур Раджабов, Сергеј Карјакин, Хикару Накамура, Етјен Бакро, Ванг Хао, Рауф Мамедов, Кадир Хусеинов, Павле Ељанов, Радослав Војташек, Мотилев Александар, Елтај Сафарли, Ниджат Абасов и Васиф Дурарбејли.
Дана 24. јула 2014. године откривен је споменик на његовом гробу у Бакуу.

## Значајне турнирске победе
- Ређо Емилија шаховски турнир 2010, 1.
- Капела ла-Гранде, поделио 1. место у 2007 и 2008. години (освојивши прво место у Тај-брејку)

## Познате игре
- Вугар Гашимов против Гате Камског, Баку, Гран-При 2008, Шпанска партија: затворене варијанте (ЕСО Ц84), 1-0
- Вугар Гашимов против Андреја Волокитина, турнир у Пойковском 2008, Сицилијанска одбрана: варијанта Најдорфа (ЕСО В96), 1-0
- Вугар Гашимов против Александра Гришчука, Елиста Гранд при 2008, Сицилијанска одбрана: Најдорфа, Отровни пешак варијанта (ЕСО-B97), 1-0
- Вугар Гашимов против Александра Бељавског, "Гибтелеком" 2009, Шпанска партија: затворена варијанта (ЕСО Ц84), 1-0
- Александар Гришчук против Вугара Гашимова, Амбер турнир (Рапид) 2010, Модерни Бенони: Фијанкето варијанта (ЕСО А62), 0-1

## Галерија
- Гашимов са Азербејџанском репрезентацијом, победником европског екипног шампионата у 2007. години
- Гашимов у 2009. години